# Oropom
Die Oropom (auch Oropoi) waren ein Stamm in Karamoja in Uganda. Sie wurden in der Vergangenheit zum großen Teil in die Gruppen der Iteso und Karimojong assimiliert, die später in diese Gegend zugewandert waren. Sie lebten an verschiedenen Orten zwischen dem Kartwel-Fluss, den Chemorongit-Bergen und dem Mount Elgon. Laut Berichten soll ihre Sprache, das Oropom, eine isolierte Sprache gewesen sein.
Sie sollen zuerst in der Nähe des Mount Moroto gelebt haben und dann nach Westen in die Ebene zwischen Napak und Elgon gewandert sein, bevor sie um 1830 von den Karimojong besiegt und zerstreut wurden.